# Ford Focus II serie (modello nordamericano)
La seconda generazione della Ford Focus per il mercato nordamericano è una vettura compatta, declinata nelle versioni berlina 3 volumi e coupé, prodotta dalla casa automobilistica statunitense Ford dal 2007 al 2010, venendo però commercializzata fino al 2011, anno in cui venne sostituita dalla terza serie. La vettura altro non era che un profondo restyling della Focus prima serie venduta in Nordamerica fino al Model Year 2007.

## Il contesto
Nella metà degli anni 2000 la gamma Ford per il mercato nordamericano era divisa in maniera netta da quella per il mercato europeo: tra le vetture di posizionamento di mercato simile vi erano nel segmento C la Ford Focus per il mercato nordamericano che era ben diversa da quella per il mercato europeo, così come nel segmento D vi era in Europa la Mondeo e in Nord America la Fusion. Entrando nel dettaglio del segmento C, già dalla fine del 2004 in Europa era disponibile la nuova generazione della Focus, mentre in Nord America il precedente modello, anche se aveva subito un restyling che modificò il frontale, ora più simile a quello della Focus europea della seconda serie, era ancora in listino.
Nonostante ciò, la Focus nordamericana stava invecchiando in maniera notevole mentre la concorrenza proponeva modelli sempre più recenti ed avanzati. Per questo bisognava sostituire il modello a listino con un modello nuovo e in grado di competere con le rivali, e per risparmiare sul progetto venne deciso di ristilizzare in maniera profonda il modello allora in vendita, modificandone profondamente l'estetica e gli interni, ma lasciando il pianale, la scocca e i motori inalterati, o solo leggermente modificati. Così, al Salone dell'automobile di Detroit del 2007, venne presentato il nuovo modello della berlina compatta dell'ovale blu, adesso più competitiva contro le sue rivali, Toyota Corolla e Honda Civic per prime.

### L'estetica e gli interni
Esteticamente il nuovo modello sembrava, a occhio poco attento, completamente nuovo, ma osservando con maggiore attenzione numerose parti della vettura dimostravano la derivazione dal precedente modello, come il giro porta e la vetratura laterale, e i gruppi ottici anteriori. 

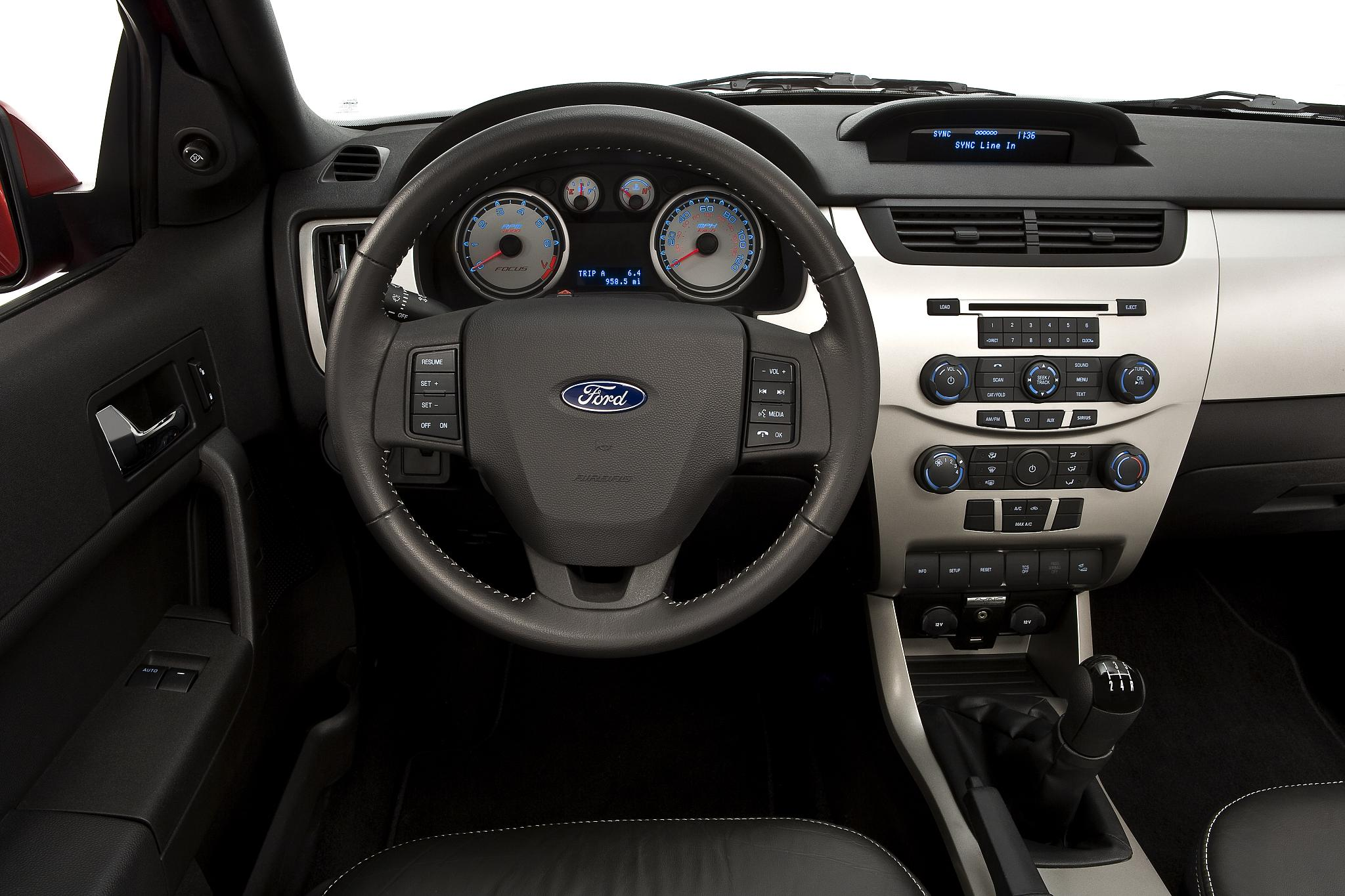
Gli interni di una Focus SES Coupé del 2009

Anche il posteriore è stato ridisegnato, mostrando dei gruppi ottici più piccoli e un portellone più ampio, sotto al quale vi è il paraurti con il vano targa. Completamente ridisegnati sono stati gli interni, che adesso hanno un aspetto più moderno e massiccio, somigliando maggiormente alla produzione Ford del periodo, e una qualità maggiore. Particolarmente massicci sono il volante, di notevoli dimensioni e più simile a quello delle altre Ford, e la consolle centrale, al di sopra della quale vi è un display che visualizza le informazioni della radio. Subito sotto vi sono i comandi della radio con il masterizzatore per CD e i comandi del clima manuale e, ancora più sotto, i comandi per la disattivazione dell'airbag del passeggero e dell'ESP. La plancia è caratterizzata, sui modelli più ricchi, da una finitura che imita il metallo. A destra, sull'airbag del passeggero, vi è impresso il logo FOCUS. Ridisegnati, e intonati al nuovo stile dell'auto, sono anche i pannelli porta e il tunnel centrale.

### Pianale, meccanica, motori e allestimenti
Rispetto alla precedente serie, il pianale non ha subito notevoli modifiche, essendo sempre il solito pianale Ford C170 già adoperato dalla precedente versione, ma in versione leggermente evoluta. Altre modifiche sono state apportate alla scocca, ora più leggera e resistente. In totale, la riduzione di peso rispetto al precedente modello è stato di 30 libbre (14 kg). Le uniche carrozzerie disponibili per la nuova versione sono la berlina a 3 volumi (l'unica ad essere ereditata dal precedente modello) e la carrozzeria coupé, prima ed ultima Focus coupé della storia. Le carrozzerie hatchback 3 e 5 porte e station wagon, disponibili sul precedente modello, non sono state più riproposte. Unico motore ad essere disponibile al debutto per questa vettura è il 2.0 Duratec da 140 CV (4 in più rispetto a quello della vecchia versione), abbinato a un cambio manuale a 5 marce oppure a un cambio automatico a 4 marce. Gli allestimenti disponibili erano S, SE e SES, a cui si sarebbe aggiunto dal MY 2009 l'allestimento SEL (solo per la berlina) e, sempre dal MY 2009, l'allestimento S non è più disponibile con la carrozzeria coupé. Per le versioni SES coupé erano previsti anche una calandra di colore nero, i gruppi ottici bruniti e un paraurti specifico e uno spoiler posteriore montato sopra il lunotto.